# La Gomera

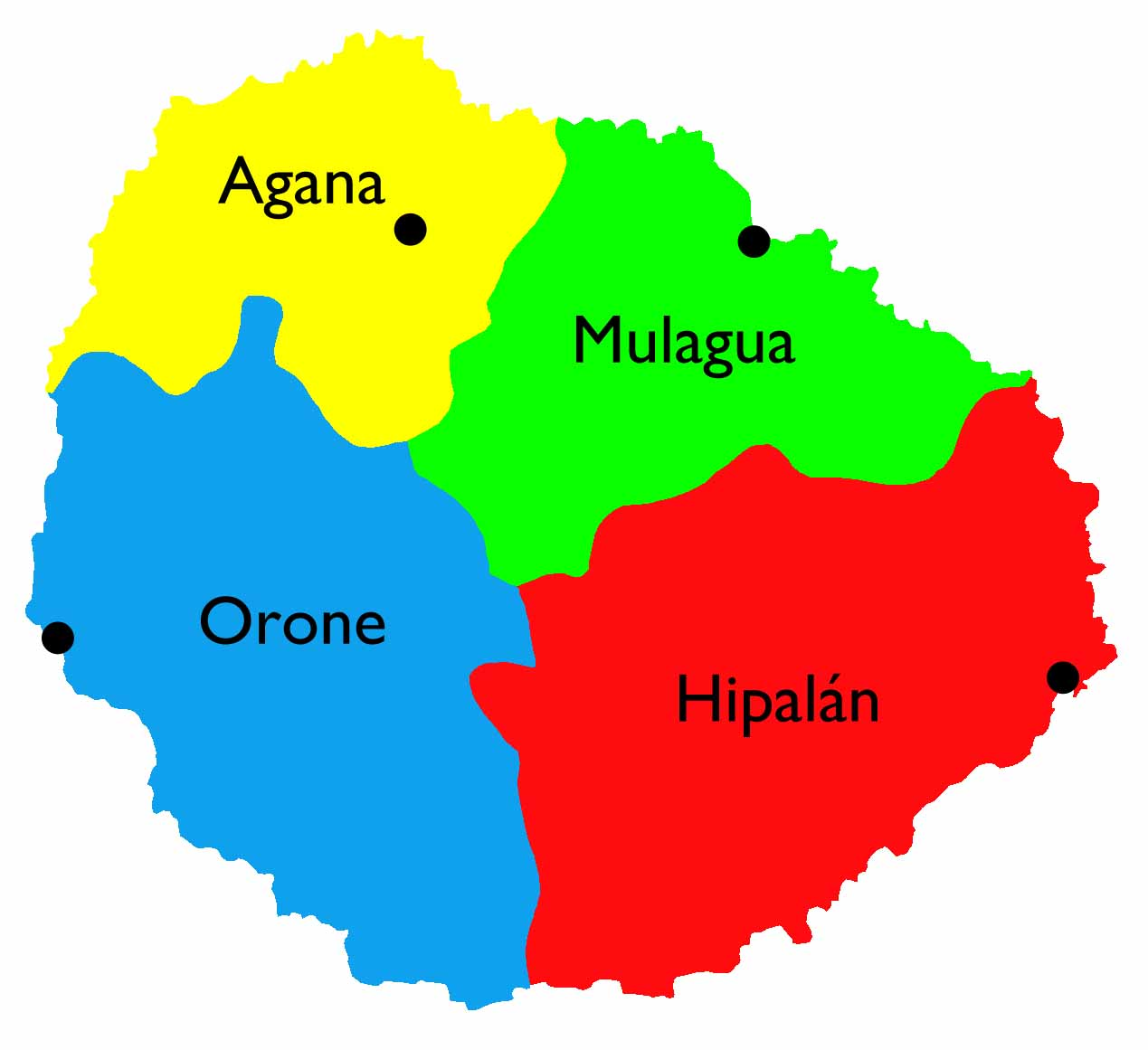
La Gomera törzsi területei a spanyol hódítást megelőzően

„A hegyek szigetének” nevezett La Gomerát a Nyugati-Kanári-szigetek csoportjának közepén találjuk. A kerekded, kis sziget voltaképp egyetlen, 1487 méter magas vulkán, ezért nem annyira a napimádók, mint inkább a turisták és hegymászók keresik fel. Mivel nemzetközi repülőtere nincs, csak helyi, La Gomerára főként komppal juthatunk el Tenerife déli partjáról, Los Cristianosból. A komp a sziget központjába, San Sebastianba fut be – ebben a városkában szállt partra utoljára Kolumbusz, amikor 1492-ben Amerika felé indult. Tenerife Nortéból napi egy rendszeres repülőjárat indul a La Gomera repülőtérre, az út mintegy 30 perc.

## Történelem

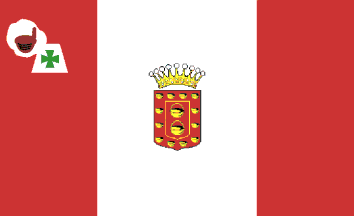
Gomera zászlaja

Az 1400-as években a spanyolok először erőszakkal próbálták meghódítani a szigetet, de nem jártak sikerrel. Az, hogy az évszázad közepén meg tudták szilárdítani jelenlétüket, inkább volt köszönhető a kereszténység és az európai kultúra viszonylag békés terjedésének, mint a fegyveres harcnak. Az őslakók egészen a kegyetlen ifjabb Hernán Peraza kormányzásáig megőrizhették kultúrájukat, önállóan intézhették saját ügyeiket. Az 1488-ban kitört felkelést Pedro de Vera, Gran Canaria kormányzója kivételesen kegyetlenül fojtotta vérbe. Azok, akiket az életben maradt bennszülöttek közül nem adtak el rabszolgának, asszimilálódtak. A spanyol telepesek önellátó gazdaságot építettek ki, és mintegy 350 éven át kevés kapcsolatot tartottak a külvilággal. Ekkor egy kis kikötőt építettek San Sebastianban, megnyitva az utat a kompok és a kereskedelem előtt, minek utána a nehezen művelhető, meredek lejtőkön gazdálkodó gomeraiak többsége kivándorolt Tenerifére vagy tovább, Dél-Amerikába.

## Közigazgatás
A sziget Santa Cruz de Tenerife tartományban fekszik és 6 község (spanyolul municipio) tartozik hozzá.
- Agulo
- Alajeró
- Hermigua
- San Sebastián de la Gomera
- Vallehermoso
- Valle Gran Rey

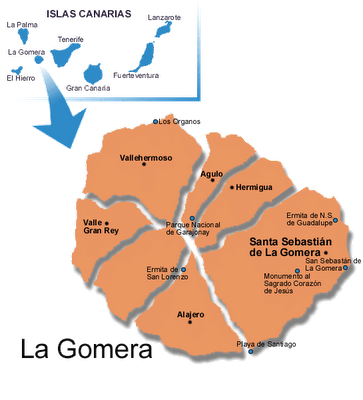
La Gomera községei

A legnagyobb település San Sebastián de la Gomera 9120 lakossal (2011).

## Nevezetességek
La Gomera fő érdekessége a sziget közepén kialakított, 40 km²-es, a sziget területének mintegy 10%-át elfoglaló Garajonay Nemzeti Park. Az ősi kanári babérlombú erdőben a névadó babér mellett további 400 növényfaj képviselői fordulnak elő, egyebek közt a kanári fűzfa (Salix canariensis) és a kanári magyal (ami valójában két faj: az Ilex perado és azIlex canariensis). A mérsékelt égövi esőerdőt 1981-ben nyilvánították természetvédelmi területté, és az UNESCO 1986-ban felvette a világörökség listájára. Nemcsak a madeirai babérgalamb (Columba trocaz) él fái között, de több mint ezer gerinctelen faj is (többségük rovar), és ezek közül mintegy 150 kifejezetten őshonos.
Az északon zöld és dús növényzetű sziget dél felé egyre szárazabb, de mindvégig hegyes-völgyes. Ezért alakult ki Gomera jellegzetes kommunikációs módszere, a gomeri fütty, amit még a spanyol hódítás előtt találták ki lakói az egymáshoz közeli települések üzenetváltására. A hegyek és völgyek közvetítették a füttyjeleket.
Az 1540 lakosú Vallehermoso közelében, a tengerparton találjuk a Los Órganos (= orgonák) bazaltoszlopait. Ahogy a kihűlő bazaltláva térfogata csökkent, abban kihűlési központok alakultak ki, és a láva az egyes központok közül öt-, illetve hatszögletű, többnyire a folyásirányra merőleges (tehát többé-kevésbé függőleges) oszlopokban szilárdult meg. Hasonló bazaltoszlopokat láthatunk Magyarországon például a Badacsony vagy a Szent György-hegy északi oldalán. Az Orgonákon egyúttal a hullámverés pusztító munkájának eredményeit is megfigyelhetjük.

## A kultúrában
A szigethez (és a füttynyelvhez) kapcsolódik, és részben ott játszódik Corneliu Porumboiu román filmrendező azonos című (angol címe The Whistlers = A fütyülők) 2019-es filmje.

## Képek

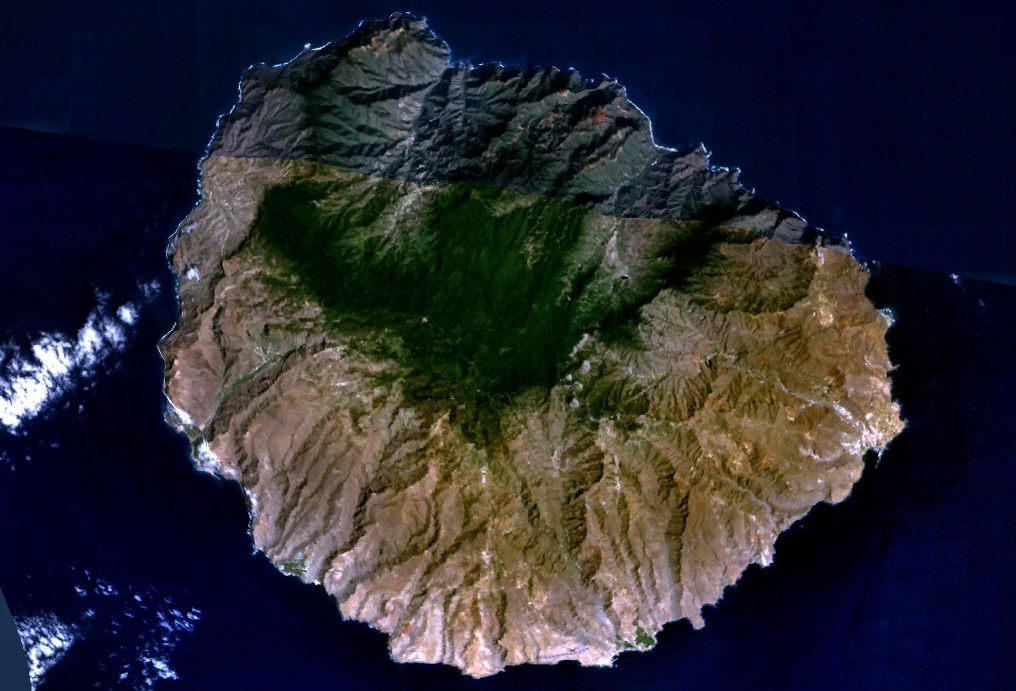
A sziget műholdképe
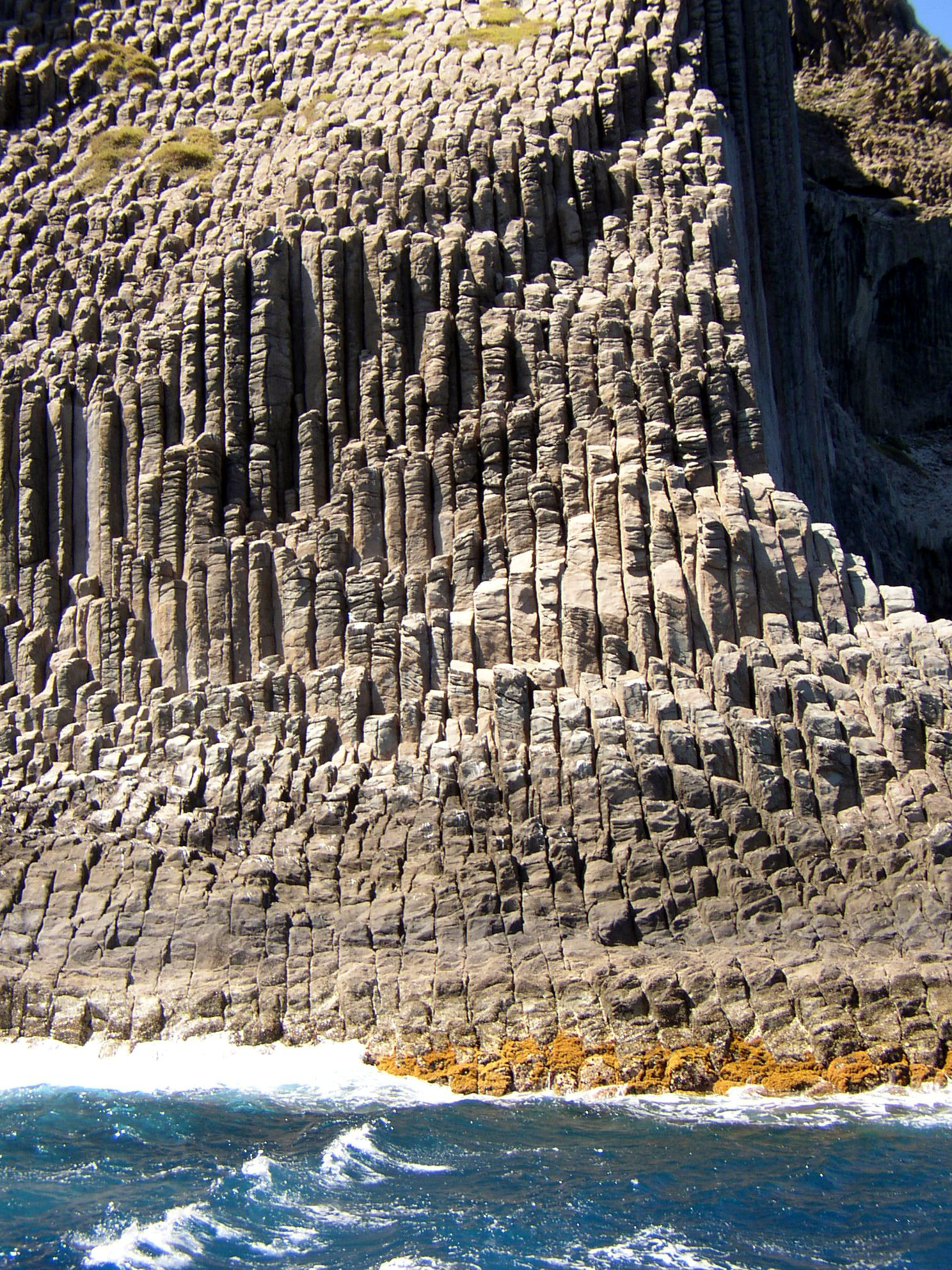
Los Órganos
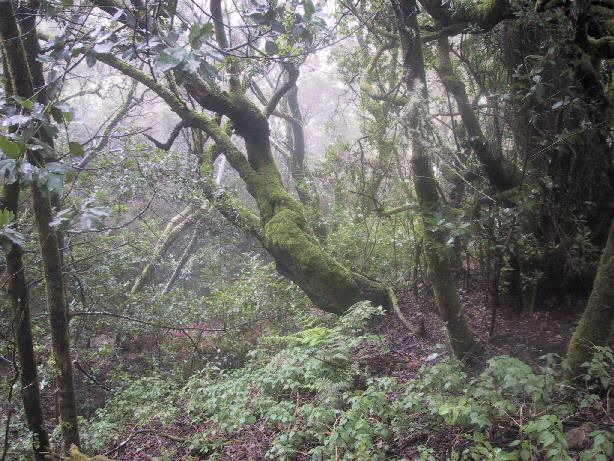
Garajonay Nemzeti Park
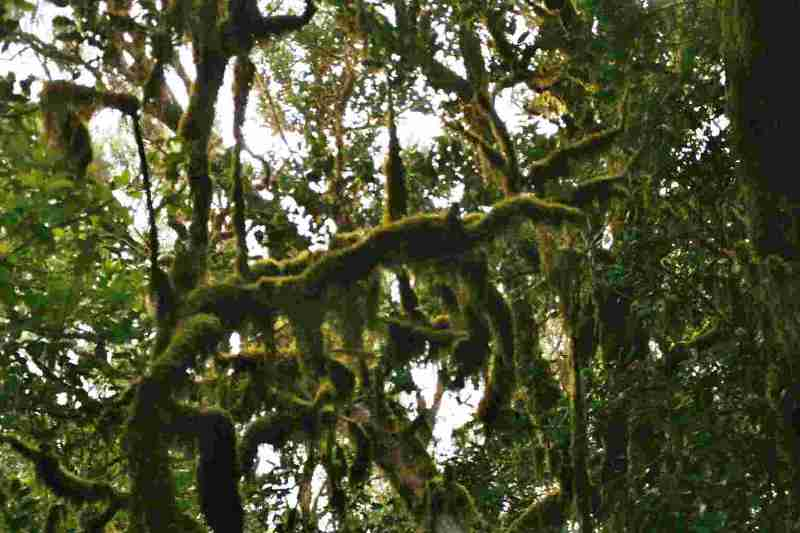
Garajonay Nemzeti Park

## Kapcsolódó szócikk
- A Kanári-szigetek történelme